# Le Mesnil-au-Grain
Le Mesnil-au-Grain – miejscowość i gmina we Francji, w regionie Normandia, w departamencie Calvados.
Według danych na rok 1990 gminę zamieszkiwało 50 osób, a gęstość zaludnienia wynosiła 12 osób/km² (wśród 1815 gmin Dolnej Normandii Le Mesnil-au-Grain plasuje się na 835. miejscu pod względem liczby ludności, natomiast pod względem powierzchni na miejscu 953.).